# Mount Gunner
Mount Gunner ist ein teilweise verschneiter und 1430 m hoher Berg in der antarktischen Ross Dependency. In der Königin-Alexandra-Kette des Transantarktischen Gebirges ragt er im südlichen Teil der Morris Heights auf.
Geologen der Ohio State University erkundeten den Berg zwischen 1967 und 1968. Das Advisory Committee on Antarctic Names benannte ihn 1970 nach dem Geologen John D. Gunner, der an diesen Arbeiten beteiligt und zwischen 1967 und 1970 in insgesamt drei antarktischen Sommerkampagnen auch an anderen Orten Antarktikas tätig war.